# Réka Lelik
Réka Lelik (Budapest, 14 aprile 1999) è una cestista ungherese.

## Carriera
Con l'Ungheria ha disputato i Campionati europei del 2019.